# Fucellia fucorum
Fucellia fucorum är en tvåvingeart som först beskrevs av Fallen 1819.  Fucellia fucorum ingår i släktet Fucellia och familjen blomsterflugor. Arten är reproducerande i Sverige. Inga underarter finns listade i Catalogue of Life.